# الإستاد (مترو دبي)
محطة الإستاد؛ هي محطة نقل سريع على الخط الأخضر لشبكة مترو دبي التي تخدم دبي في الإمارات العربية المتحدة.